# فلسفه اوبونتو
اوبونتو (Ubuntu) یک واژه در زبان‌های بانتو است به مفهوم «انسانیت نسبت به دیگران»، این فلسفه اخلاق با تمرکز بر وابستگی‌ها و روابط مردم با یکدیگر است. منشأ آن در زبان بانتو از جنوب آفریقا است. اوبونتو از مفاهیم کهن آفریقا و برابرش در فارسی این بیت سعدی است که:
| بنی آدم اعضای یک پیکرند |  | که در آفرینش ز یک گوهرند |

## تعاریف
- ترجمهٔ فعال صلح لیبریا Leymah Gbowee، از اوبونتو این است: آنچه که من هستم به خاطر آنچه که همه ما هستیم است.
- تعریف ارائه شده اسقف اعظم دزموند توتو در سال ۱۹۹۹: فرد با اوبونتو، در دسترس و تأیید کنندهٔ دیگران است. او از دارایی، قدرت و خوب بودن دیگران احساس تهدید نمی‌کند چون درک این مفهوم که او به کل بزرگ‌تری تعلق دارد، به او اعتماد به نفس می‌دهد. او می‌داند که او خوار خواهد شد اگر دیگران خوار، تحقیر، شکنجه یا مظلوم واقع شوند.
- تعریف دیگر اسقف اعظم دزموند توتو در سال ۲۰۰۸: یکی از فلسفه‌های کشور ما اوبونتو یا گوهر وجود انسان است. اوبونتو به خصوص در مورد این واقعیت است که شما نمی‌توانید به عنوان یک انسان در انزوا وجود داشته باشید. ما غالباً تنها به خودمان فکر می‌کنم، در حالی که متصل به آن چیزی هستیم که در تمام جهان می‌گذرد. هنگامی که شما کار خوبی می‌کنید، آن به کل بشریت گسترش می‌یابد.
- نلسون ماندلا اوبونتو را چنین توضیح داده است: یک جنبه از جنبه‌های اوبونتو این است که مثلاً اگر مسافری در روستایی توقف کند، لازم نیست درخواست غذا یا آب کند. هنگامی که توقف می‌کند، مردم به او غذا می‌دهند و او را سرگرم می‌کنند. اوبونتو به این معنا نیست که مردم نباید به دنبال ثروت باشند، ولی سؤال این است که آیا شما می‌خواهید این کار را به قصد بهبود جامعه انجام دهید؟
- تیم جکسون، اوبونتو را فلسفه‌ای می‌داند برای کمک به تغییرات لازم برای ساختن آینده‌ای که از لحاظ اقتصادی و زیست‌محیطی پایدار است.[۲]